# Arrocera El Tigre
Arrocera El Tigre ist eine Ortschaft in Uruguay.

## Geographie
Der Ort befindet sich auf dem Gebiet des Departamento Treinta y Tres in dessen Sektor 3.
Arrocera El Tigre liegt nordöstlich von Arrozal Treinta y Tres, südlich von Arrocera Mini und südwestlich von Arrocera Los Ceibos.

## Einwohner
Arrocera El Tigre hatte bei der Volkszählung im Jahre 2011 39 Einwohner, davon 25 männliche und 14 weibliche. Bei den vorhergehenden Volkszählungen von 1963 bis 2004 wurden für den Ort keine statistischen Daten erfasst.
| Jahr | Einwohner |
| ---- | --------- |
| 1996 | -         |
| 2004 | -         |
| 2011 | 39        |

Quelle: Instituto Nacional de Estadística de Uruguay